# 小行星2400
小行星2400（2400 Derevskaya）是一颗绕太阳运转的小行星，为主小行星带小行星。该小行星于1972年5月17日发现。
該小行星以俄羅斯著名養母亞歷山大·阿夫拉莫夫娜·德列夫斯卡婭（Alexandra Avramovna Derevskaya）命名。

## 轨道参数
小行星2400的轨道半长轴为2.9993863 UA，离心率为0.103。